# دریاچه ولشت
دریاچهٔ وَلَشت دریاچه‌ای است در جنوب غرب شهر چالوس و در شمال شرق کلاردشت، در روستایی به نام سنار این دریاچه کوهستانی در ۲۵ کیلومتری جاده چالوس در نزدیکی شهر مرزن‌آباد واقع گردیده‌است. در قسمت جنوب غرب این ناحیه علم‌کوه قرار دارد. دریاچه ولشت یکی از دریاچه‌های آب شیرین ایران به‌شمار می‌رود. روستای سنار نزدیک‌ترین روستا به دریاچه است
ولشت در گویش مازندرانی به معنی رانش زمین است احتمالا نام این دریاچه به همین مسئله اشاره دارد 
دریاچهٔ ولشت ۷۱اُمین اثر طبیعی ملی است که توسط سازمان میراث فرهنگی در ۱۵ مهر ۱۳۸۸ در فهرست میراث طبیعی ایران قرار گرفت.

در ۱۷ تیرماه ۹۳ یک تیم غواصی ۷ نفره بمدت یک روز دریاچه را مورد بررسی و جستجو قرار داد. این دریاچه دارای آب شیرین است و ابعادی نزدیک به ۴۰۰ تا ۶۰۰ متر مربع دارد و حدود ۱۵۰ هزار متر مربع وسعت دارد. حداکثر عمق دریاچه ۲۲ متر می‌باشد که میانگین عمق اطراف ۹ متر و میانگین عمق وسط دریاچه ۱۸ متر می‌باشد. دمای محیط اطراف در ساعت ۱۰ صبح ۳۱ درجه و دمای آب در سطح ۲۶ درجه در عمق ۶ متری ۱۹ درجه در عمق ۱۴ متری ۱۳ درجه و در عمق ۲۰ متری دمای آب ۵ درجه می‌باشد

ارتفاع دریاچه از سطح دریای خزر ۹۳۵ متر می‌باشد. درون دریاچه اردک ماهی، ماهی کولی، مار آبی و قورباغه وجود دارد. آب دریاچه بوسیله بارش باران و همچنین چشمه‌های زیر زمینی که از بستر دریاچه بیرون می‌ریزد تأمین می‌گردد. بستر دریاچه از خاک بسیار نرم به رنگ خاکستری تشکیل شده‌است. عمق دید یا visibility بسیار محدود می‌باشد. تا عمق ۵ متری حدود ۱ متر تا عمق ۱۰ متری حدود ۶۰ سانت تا عمق ۱۵ متری حدود ۳۰ سانت و در عمق ۲۰ متری حدود ۱۰ سانت می‌باشد. اطراف دریاچه نیزار می‌باشد که تا عمق ۸ متری نیز ریشه دارند.

## نگارخانه

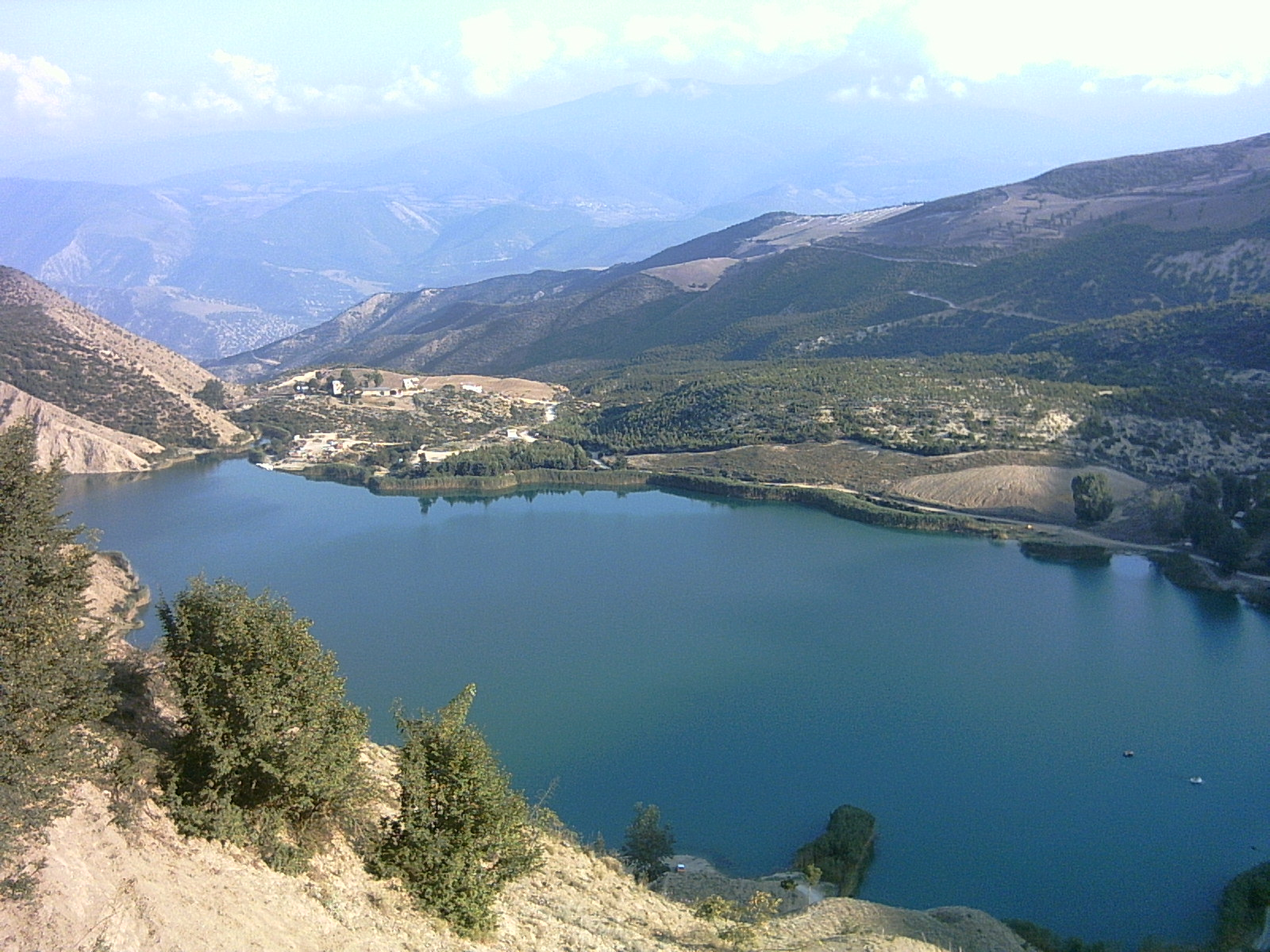
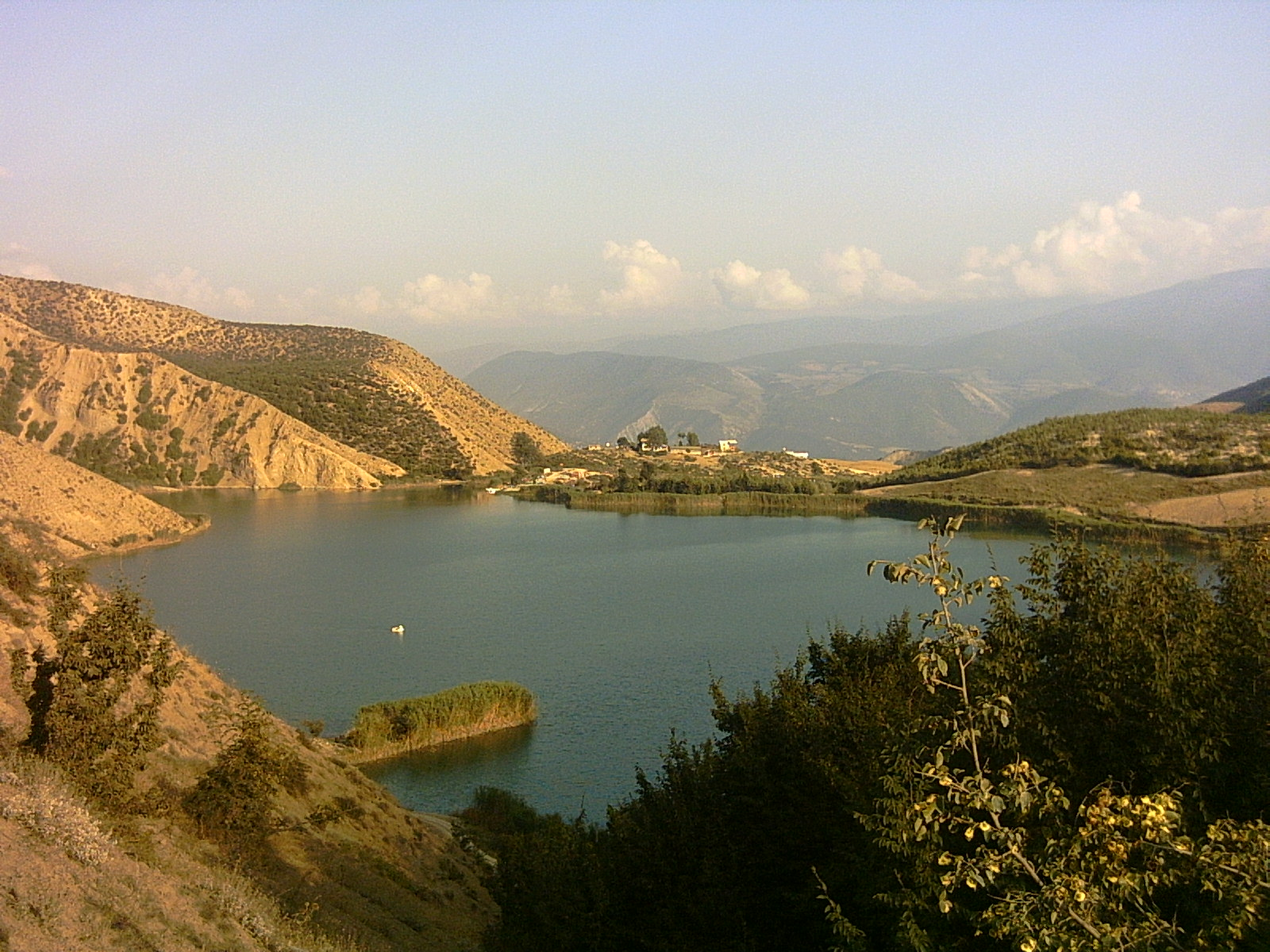
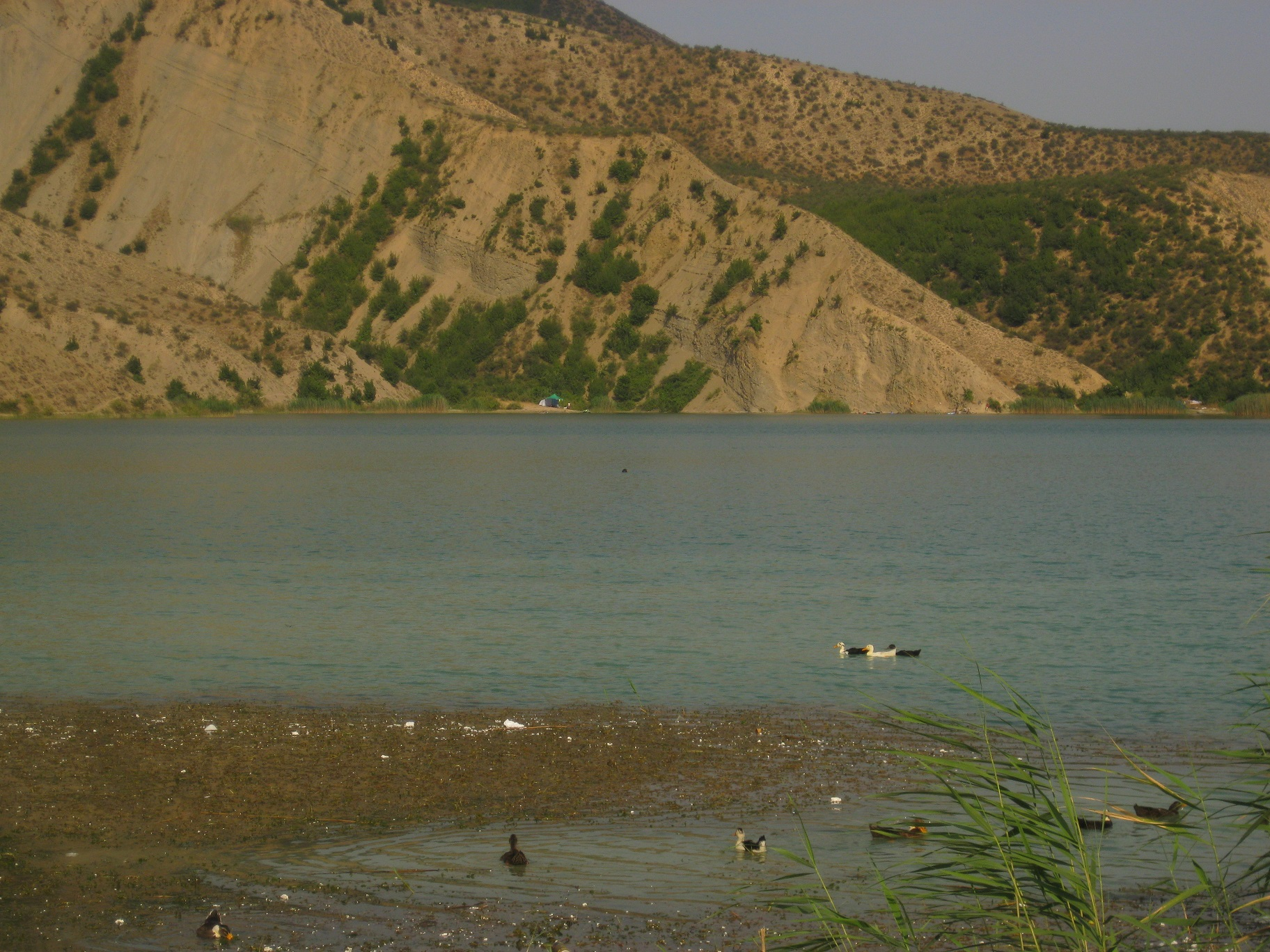
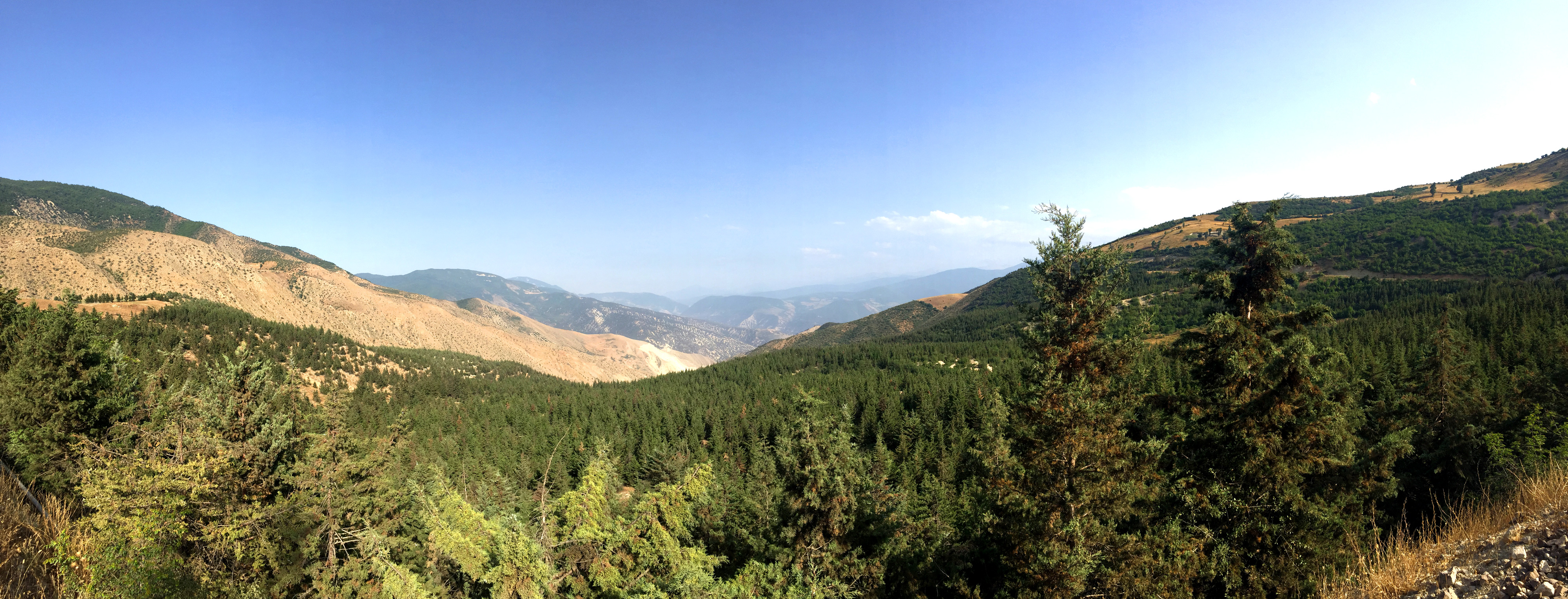
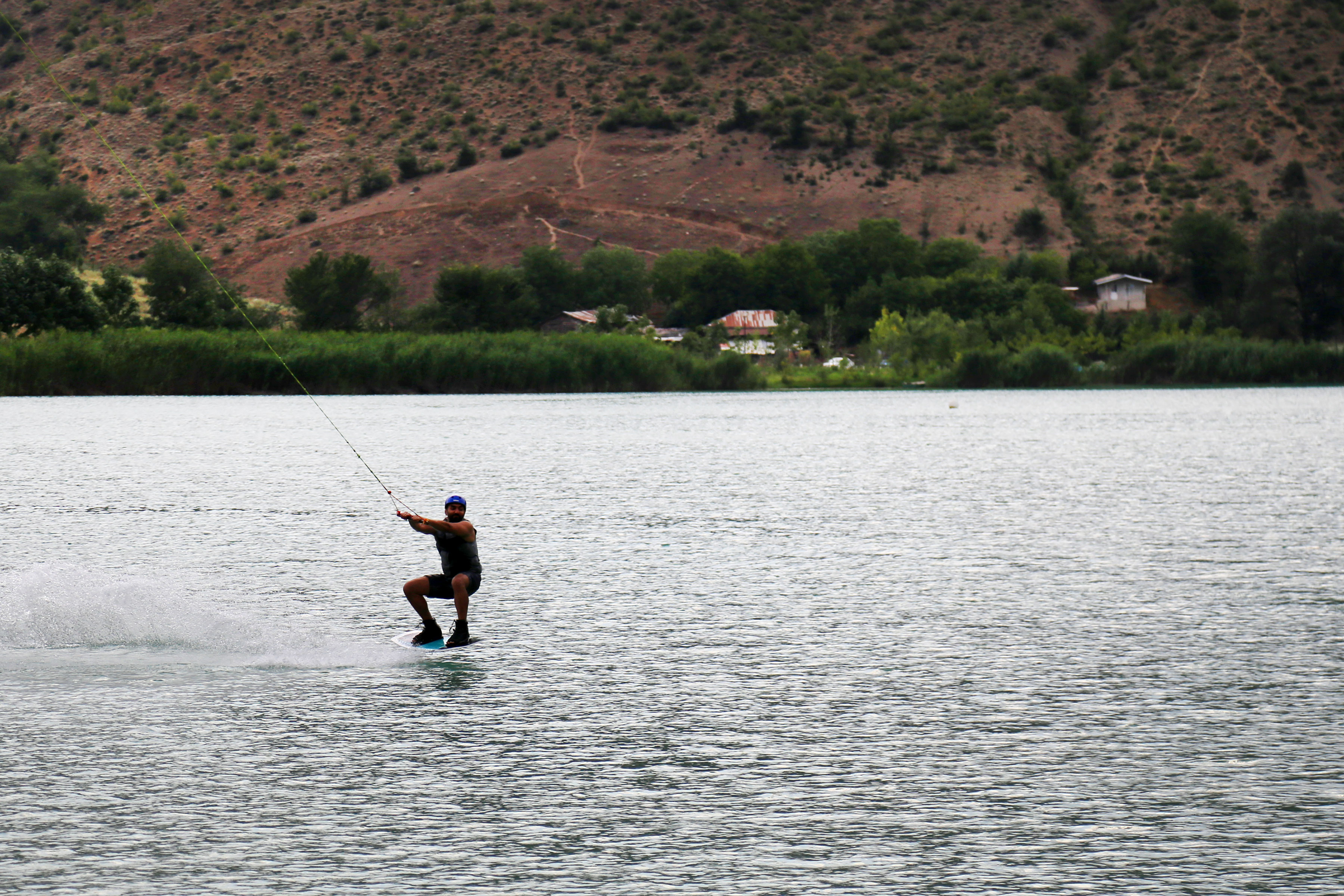
دریاچه ولشت
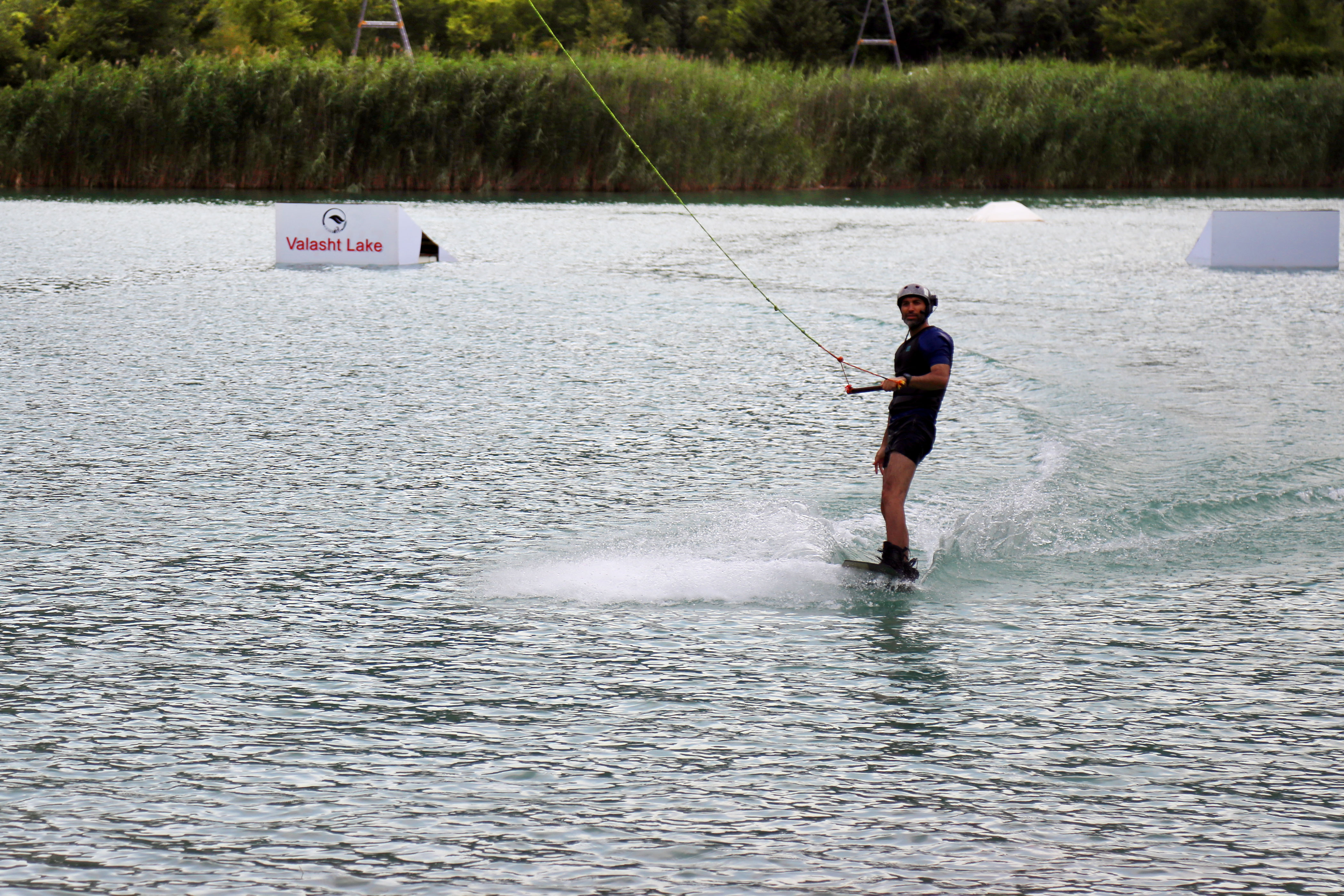
دریاچه ولشت
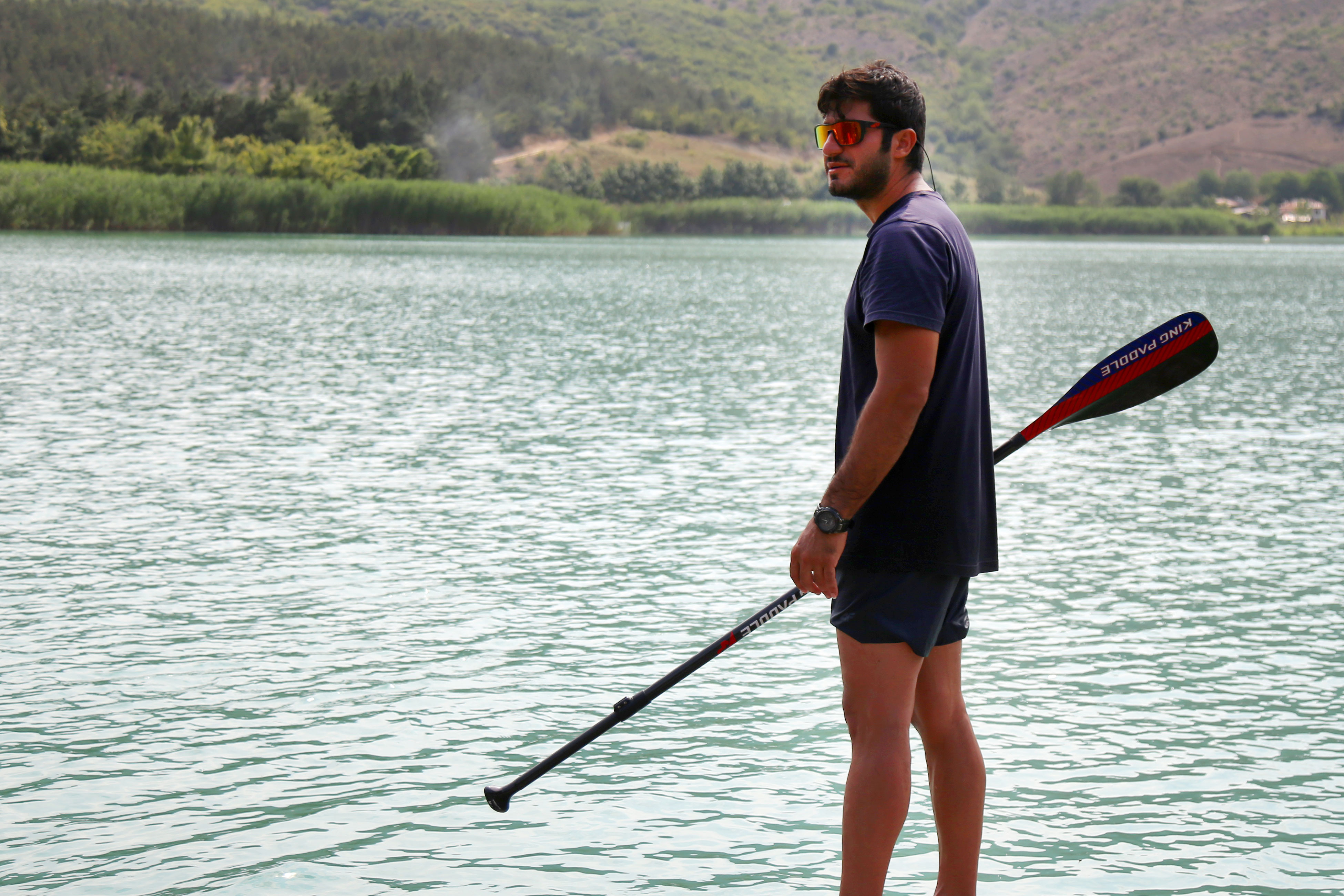
دریاچه ولشت
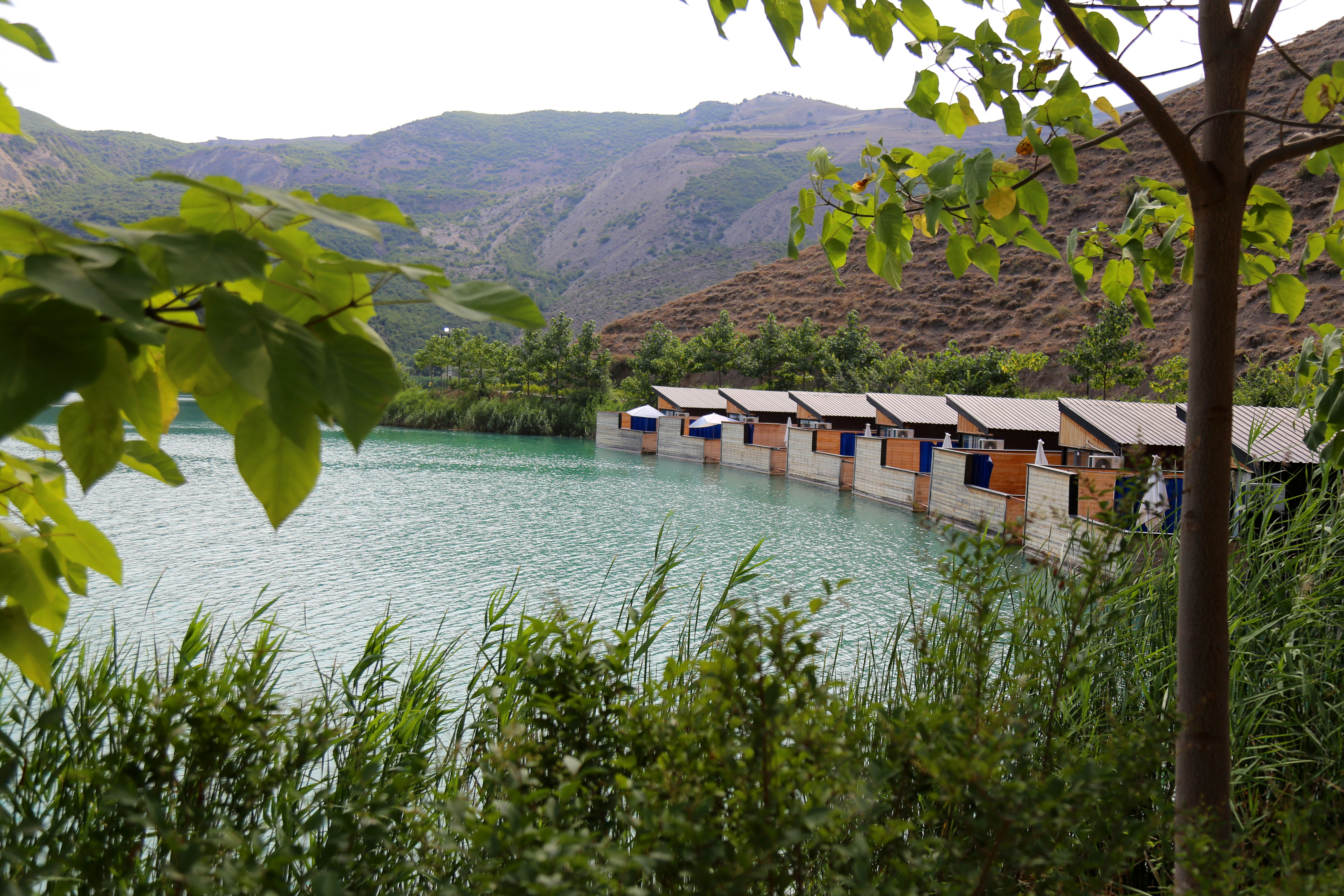
دریاچه ولشت
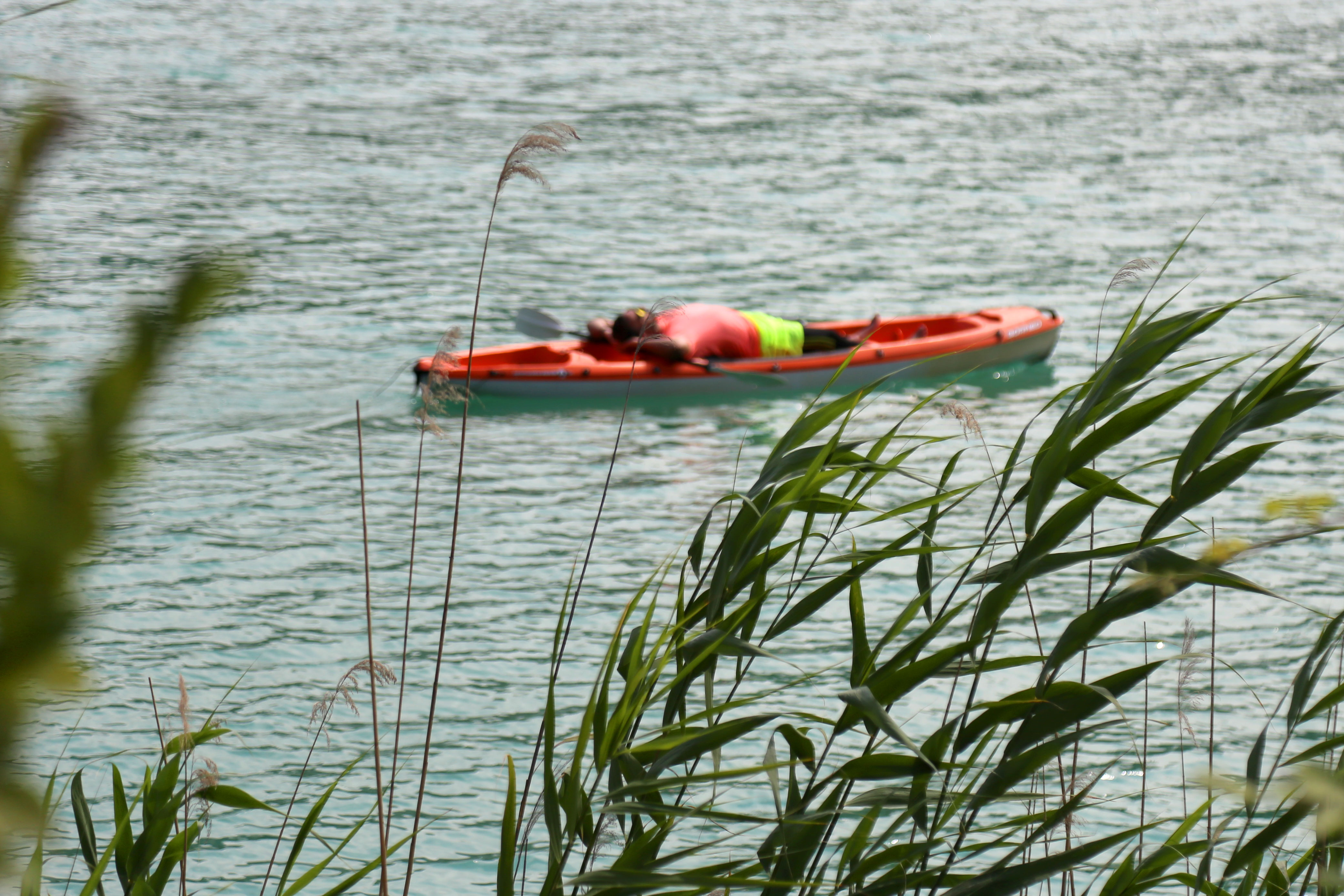
دریاچه ولشت
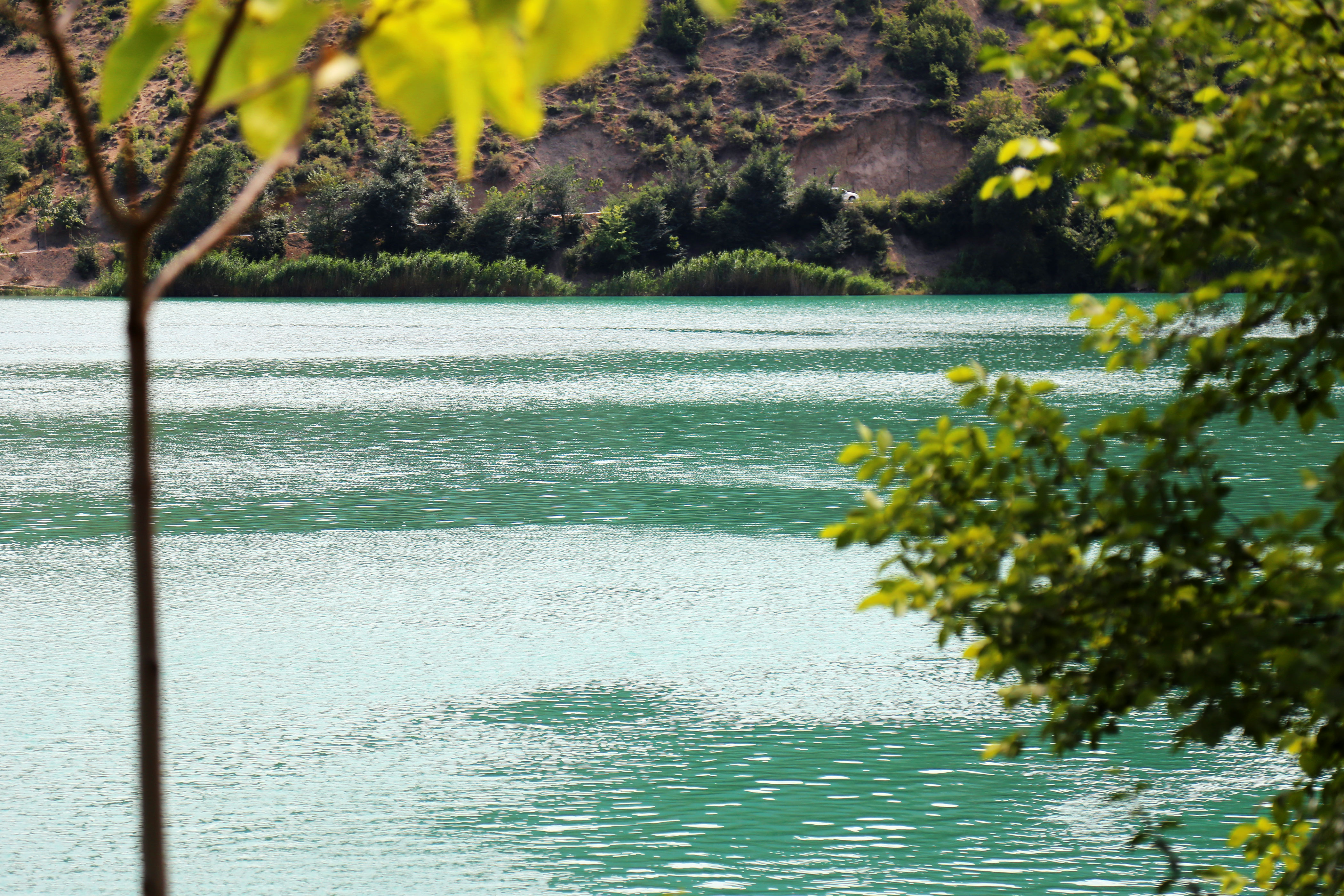
دریاچه ولشت
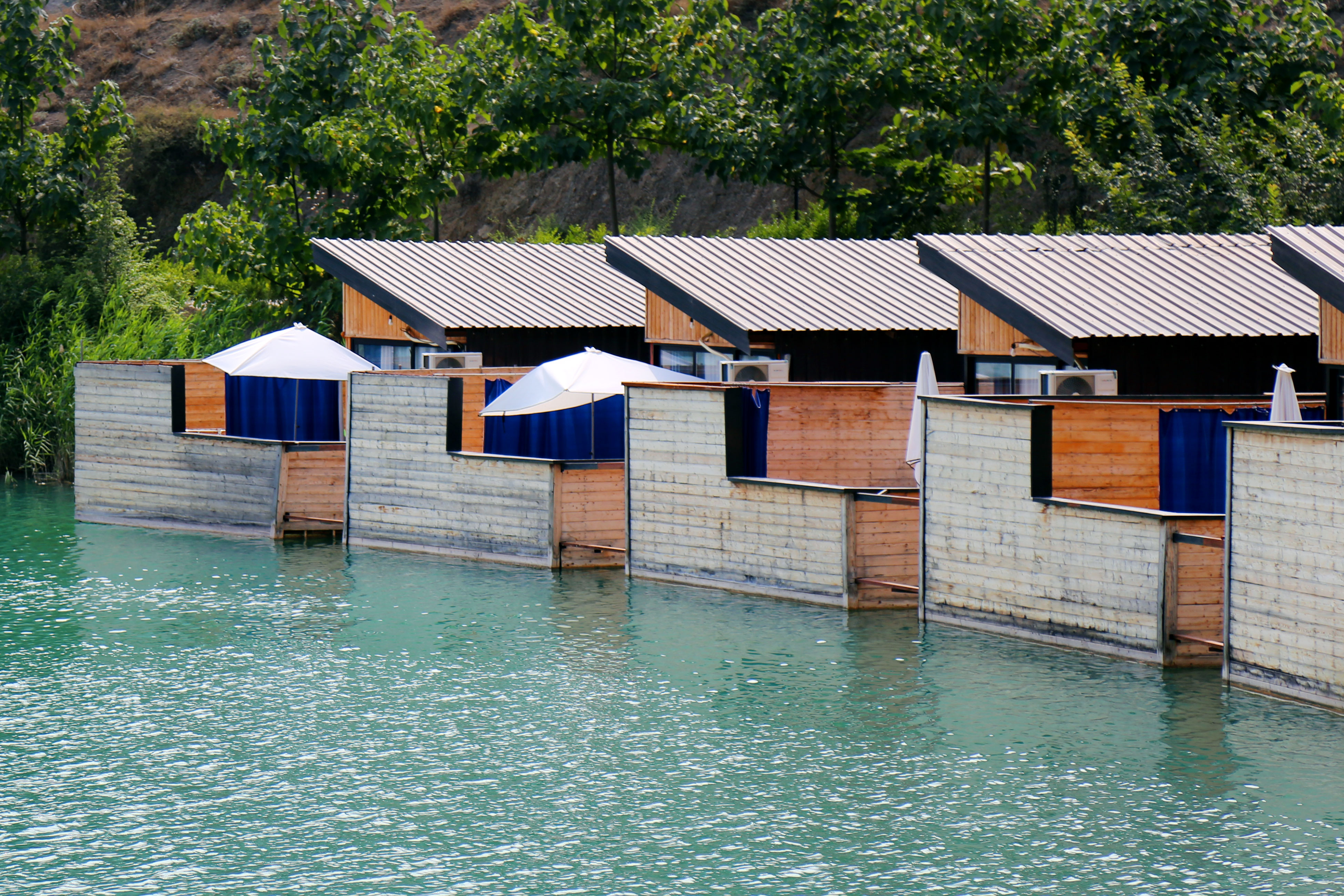
دریاچه ولشت